# Fundacja Solo Dios Basta
Fundacja Solo Dios Basta – fundacja założona w 2015 roku przez grupę świeckich katolików, z inicjatywy Macieja Bodasińskiego i Lecha Dokowicza. Celem działalności fundacji jest misja ewangelizacyjna.

## Znaczenie nazwy
Termin „Solo Dios Basta” w tłumaczeniu z języka hiszpańskiego znaczy: „Bóg sam wystarczy”. Słowa te wypowiedziała św. Teresa z Avila.

## Zakres działalności[4]
- promowanie kultury chrześcijańskiej, nowa ewangelizacja, wspieranie wszechstronnego rozwoju społeczeństwa polskiego, poprzez wspieranie działalności kulturalnej, edukacyjnej i terapeutycznej
- wspieranie działalności dla dobra publicznego zmierzającej do wszechstronnego rozwoju społeczności lokalnych oraz rozwoju intelektualnego i duchowego poszczególnych osób ze szczególnym odwołaniem do kultury chrześcijańskiej
- prowadzenie działalności na rzecz wspierania procesów zmian cywilizacyjnych i kulturowych tworzących ludziom warunki równych szans na drodze ich rozwoju intelektualnego, zawodowego, społecznego i kulturalnego
- kreowanie i popularyzowanie pozytywnego wizerunku Polski w kraju i za granicą
- działanie na rzecz integracji europejskiej

## Wydarzenie zorganizowane przez fundację
- 2016: Wielka Pokuta[5]
- 2017: Różaniec do Granic[6]
- 2019: Polska pod Krzyżem[7]
- 2020: Różaniec do Granic Nieba